# Emili Sicars i de Palau
Emili Sicars i de Palau (Girona, 17 de juliol de 1841 – Barcelona, 8 d'octubre de 1913) fou un advocat, propietari i polític català.

## Biografia
De filiació carlista, fou elegit diputat per Girona a les eleccions generals espanyoles de 1871. Al Congrés dels Diputats va fer una petició perquè els jutges destinats a Catalunya coneguessin el català. Després seria candidat carlí a les eleccions de 1872 i 1891.
Amb els anys s'arrenglerà amb el sector carlí catalanista dirigit per Miquel Junyent i Rovira i va donar suport la Solidaritat Catalana, amb la que fou escollit senador per la província de Barcelona a les eleccions generals espanyoles de 1907 en la coalició Solidaritat Catalana, on es presentaven en una mateixa candidatura els carlistes, la Lliga Regionalista i altres.
El seu pare era Narcís Sicars i Lligoña (1801-1878), alcalde de Girona en 1841, i diputat a Corts per Girona en dues ocasions: en 1840 i en el període 1844-1846.
Casat el 26 de juny de 1873 amb Carme Salvadó i Minguell (n.1852).
El seu fill fou Narcís Sicars i Salvadó (†1918),  I marquès de Sant Antoni, Doctor en Dret i en Filosofia i Lletres, escriptor catòlic i adaptador al català d'obres de teatre.